# Pentaspadon curtisii
Pentaspadon curtisii är en sumakväxtart som först beskrevs av George King, och fick sitt nu gällande namn av Edred John Henry Corner. Pentaspadon curtisii ingår i släktet Pentaspadon och familjen sumakväxter. Inga underarter finns listade i Catalogue of Life.